# Krapice
Krapice (németül Kropitz) Františkovy Lázně településrésze Csehországban a Karlovy Vary-i kerület Chebi járásában. A városközponttól 3 km-re nyugatra, 372 m tengerszint feletti magasságban fekszik. A 2001-es népszámlálási adatok szerint 14 lakóháza és 43 lakosa van.

## Története
Írott források elsőként 1218-ban említik. 1869 és 1930 között Oberlohma (csehül Horní Lomany) településrésze, majd 1950-ig önálló község volt. Ezt követően Františkovy Lázně városhoz csatolták.